# Serie de la Fundación
La serie de la Fundación es una serie de novelas de ciencia ficción escritas por el autor estadounidense Isaac Asimov. Primero publicada como serie de cuentos en los años 1942‑1950, y posteriormente como tres novelas en los años 1951‑1953, durante treinta años la serie fue una trilogía: Fundación, Fundación e Imperio y Segunda Fundación. En 1966 ganó el Premio Hugo a la mejor serie de todos los tiempos. Asimov añadió nuevas novelas a partir de 1981, con dos secuelas: Los límites de la Fundación y Fundación y Tierra, y dos precuelas: Preludio a la Fundación y Hacia la Fundación. Las adiciones hacen referencia a acontecimientos de la Serie de los robots y la Serie del Imperio Galáctico, ambas de Asimov, lo que indica que se desarrollan en el mismo universo ficticio.
La premisa de las historias es que, en los tiempos decadentes de un futuro Imperio Galáctico, el matemático Hari Seldon se pasa la vida desarrollando la teoría de la psicohistoria, una nueva y eficaz sociología matemática. Utilizando las leyes estadísticas de acción de masas, puede predecir el futuro de las grandes poblaciones. Seldon prevé la inminente caída del Imperio, que abarca toda la Vía Láctea, y unos años oscuros que durarán treinta mil años antes de que surja un segundo imperio. Aunque el impulso de la caída del Imperio es demasiado grande para detenerlo, Seldon idea un Plan mediante el cual «la masa de eventos irrumpiente debe desviarse solo un poco» para limitar finalmente este interregno a solo mil años. Para implementar su Plan, Seldon crea las Fundaciones —dos grupos de científicos e ingenieros establecidos en extremos opuestos de la galaxia— para preservar el espíritu de la ciencia y la civilización, y así convertirse en las piedras angulares del nuevo imperio galáctico.
Una característica clave de la teoría de Seldon, que ha influido en la ciencia social del mundo real, es el principio de incertidumbre en sociología: si una población tiene conocimiento de su comportamiento previsto, sus acciones colectivas autoconscientes se vuelven imprevisibles.

## Historia de la publicación

### Historias originales
La trilogía original de novelas recopiló una serie de ocho cuentos publicados en Astounding Magazine entre mayo de 1942 y enero de 1950. Según Asimov, la premisa se basó en las ideas de la Historia de la decadencia y caída del Imperio Romano de Edward Gibbon, y se inventó espontáneamente en su camino para reunirse con el editor John W. Campbell, con quien desarrolló los conceptos del colapso del Imperio Galáctico, las Fundaciones que preservan la civilización y la psicohistoria. Asimov escribió estas primeras historias en su apartamento del Oeste de Filadelfia cuando trabajaba en el Astillero Naval de Filadelfia.

### Trilogía de la Fundación
Las primeras cuatro historias fueron recopiladas, junto con una nueva historia introductoria, y publicadas por Gnome Press en 1951 en la novela Fundación. Las últimas historias fueron publicadas por Gnome en dos novelas, Fundación e Imperio (1952) y Segunda Fundación (1953), dando como resultado la Trilogía de la Fundación, como todavía se conoce a la serie.

### Secuelas y precuelas posteriores
En 1981, los editores de Asimov le convencieron de que escribiera un cuarto libro, que se convirtió en Los límites de la Fundación (1982).
Cuatro años más tarde, Asimov siguió con otra secuela, Fundación y Tierra (1986), a la que siguieron las precuelas Preludio a la Fundación (1988) y Hacia la Fundación (1993), publicada después de su muerte en 1992. Durante el lapso de dos años entre la escritura de las secuelas y las precuelas, Asimov había relacionado su Serie de la Fundación con otras de sus series, creando un solo universo unificado. El vínculo básico se menciona en Los límites de Fundación: un oscuro mito sobre una primera oleada de asentamientos espaciales con robots y luego una segunda sin ellos. La idea es la desarrollada en Los robots del amanecer, que además de mostrar la forma en que se iba a permitir la segunda oleada de asentamientos, ilustra los beneficios y deficiencias de la primera oleada de asentamientos y su denominada cultura C/Fe (carbono/hierro, que significa humanos y robots juntos). En este mismo libro, la palabra psicohistoria se utiliza para describir la idea naciente de la obra de Seldon. Algunos de los inconvenientes de este estilo de colonización, también llamada cultura espacial, también se ejemplifican en los eventos descritos en la novela El sol desnudo de 1957.
El vínculo entre los universos de los robots y de la Fundación se estrechó al permitir que el robot R. Daneel Olivaw, presentado originalmente en Las bóvedas de acero, viviera durante decenas de miles de años y desempeñara un importante papel entre bastidores en el Imperio Galáctico, tanto en su apogeo como en el surgimiento de las dos Fundaciones que le reemplazan.

## Novelas de la serie
1. Trilogía de la Fundación, o Ciclo de Trántor (Foundation):
  1. Fundación (Foundation) (1951)
  2. Fundación e Imperio (Foundation and Empire, o The Man Who Upset the Universe) (1952)
  3. Segunda Fundación (Second Foundation) (1953)
2. Serie Fundación extendida (Extended Foundation):
  1. Los límites de la Fundación (Foundation's Edge) (1982)
  2. Fundación y Tierra (Foundation and Earth) (1986)
3. Serie Precuelas de la Fundación (Foundation prequels):
  1. Preludio a la Fundación (Prelude to Foundation) (1988)
  2. Hacia la Fundación (Forward the Foundation) (1993), publicada póstumamente

## Argumento
Nota: Este esquema de la trama de las siete novelas sigue la cronología en el universo de la serie, que no es el orden de publicación. Después de muchos años como una trilogía compuesta por Fundación, Fundación e Imperio y Segunda Fundación, la serie se amplió con dos precuelas y dos secuelas.

### Preludio a la Fundación(1988)
Preludio a la Fundación comienza en el planeta Trántor, el planeta capital del imperio, el día después de que Hari Seldon pronuncie un discurso en una conferencia de matemáticas. Varias fuerzas políticas toman conciencia del contenido de su discurso (que usando fórmulas matemáticas puede ser posible predecir el curso futuro de la historia humana). Seldon es perseguido por el emperador y varios sicarios empleados que trabajan subrepticiamente, lo que lo obliga a exiliarse. En el transcurso del libro, Seldon y Dors Venabili, una compañera y profesora de historia, son llevados de un lugar a otro por Chetter Hummin, quien, bajo la apariencia de un reportero, les presenta varios caminos de la vida trantoriana en sus intentos de mantener a Seldon oculto al emperador. A lo largo de sus aventuras por todo Trántor, Seldon niega continuamente que la psicohistoria sea una ciencia realista. Incluso si es factible, puede llevar varias décadas desarrollarla. Hummin, sin embargo, está convencido de que Seldon sabe algo, por lo que continuamente lo presiona para que busque un punto de partida para desarrollar la psicohistoria. Finalmente, después de muchos viajes e introducciones a varias y diversas culturas en Trántor, Seldon se da cuenta de que usar toda la galaxia conocida como punto de partida es demasiado abrumador; entonces decide tomar Trántor como modelo para desarrollar la ciencia, con el objetivo de utilizar más tarde el conocimiento aplicado en el resto de la galaxia.

### Hacia la Fundación(1993)
Ocho años después de los eventos de Preludio a la Fundación, Seldon ha desarrollado la ciencia de la psicohistoria y la ha aplicado a escala galáctica. Su notoriedad y fama aumentan y finalmente es ascendido a primer ministro del emperador. A medida que avanza el libro, Seldon pierde a los más cercanos a él, incluida su esposa, Dors Venabili, así como su propia salud se deteriora hasta la vejez. Después de haber trabajado toda su vida adulta para comprender la psicohistoria, Seldon instruye a su nieta, Wanda, para que establezca la Segunda Fundación.

### Fundación(1951)
Llamado a ser juzgado en Trántor por acusaciones de traición (por presagiar el declive del Imperio Galáctico), Seldon explica que su ciencia de la psicohistoria prevé muchas alternativas, todas las cuales dan como resultado la eventual caída del Imperio Galáctico. Si la humanidad sigue su camino actual, el Imperio caerá y treinta mil años de confusión abrumarán a la humanidad antes de que surja un segundo Imperio. Sin embargo, un camino alternativo permite que los años intermedios sean solo mil, si a Seldon se le permite reunir las mentes más inteligentes y crear un compendio de todo el conocimiento humano, titulado Enciclopedia Galáctica. Los gobernantes siguen siendo cautelosos, pero permiten a Seldon reunir a quien necesite, siempre que él y los «enciclopedistas» sean exiliados a un planeta remoto, Términus. Seldon está de acuerdo con las condiciones, y además crea en secreto una segunda Fundación de la que no se sabe casi nada, que dice está en el «extremo opuesto» de la galaxia.
Después de cincuenta años en Términus, y con Seldon ahora muerto, los habitantes se encuentran en una crisis. Con cuatro poderosos planetas rodeando al suyo, los enciclopedistas no tienen más defensas que su propia inteligencia. Al mismo tiempo, una bóveda dejada por Seldon se abrirá automáticamente. La bóveda revela un holograma pregrabado de Seldon, quien informa a los enciclopedistas que toda su razón para estar en Términus es un fraude, en la medida en que a Seldon realmente no le importaba si se creó o no una enciclopedia, solo que la población se situó en Términus y se pusieron en marcha los eventos necesarios para sus cálculos. En realidad, revela la grabación, Términus se creó para reducir los años oscuros de treinta mil a solo un milenio, según sus cálculos. Se desarrollará sufriendo «crisis» intermitentes y extremas –conocidas como «crisis Seldon»– que las leyes que gobiernan la psicohistoria muestran que inevitablemente serán superadas, simplemente porque la naturaleza humana hará que los eventos sucedan de tal forma que conduzcan al objetivo deseado. La grabación revela que los eventos actuales son la primera crisis de este tipo, les recuerda que también se formó una segunda fundación en el «extremo opuesto» de la galaxia, y luego se queda en silencio.
El alcalde de Términus City, Salvor Hardin, propone que los planetas se enfrenten entre sí. Su plan es un éxito; la Fundación permanece intacta y él se convierte en el gobernante efectivo. Mientras tanto, las mentes de la Fundación continúan desarrollando nuevas y mejores tecnologías que son más pequeñas y más poderosas que las equivalentes del Imperio. Utilizando su ventaja científica, Términus desarrolla rutas comerciales con planetas cercanos y finalmente se apodera de ellos cuando su tecnología se convierte en un bien muy necesario. Los comerciantes interplanetarios se convierten en los nuevos diplomáticos de otros planetas. Uno de esos comerciantes, Hober Mallow, se vuelve lo suficientemente poderoso como para cuestionar y conseguir el cargo de alcalde y, al cortar los suministros a una región cercana, también logra agregar más planetas al control de la Fundación.

### Fundación e Imperio(1952)
Un ambicioso general del actual Emperador de la Galaxia percibe la Fundación como una amenaza creciente y ordena un ataque contra ella, utilizando la todavía poderosa flota de naves de guerra del Imperio. El Emperador lo apoya al principio, pero más tarde sospecha del motivo a largo plazo de su general para el ataque y retira la flota a pesar de estar cerca de la victoria. A pesar de su indudable inferioridad en términos puramente militares, la Fundación resulta vencedora y el Imperio es derrotado. El holograma de Seldon reaparece en la bóveda de Términus, y explica a la Fundación que esta apertura de la bóveda sigue a un conflicto cuyo resultado fue inevitable, sin importar lo que se hubiera hecho: una flota imperial débil no podría haberlos atacado, mientras que una flota fuerte se vería como una amenaza directa al emperador y habría sido retirada.
Un siglo después, un forastero desconocido llamado el Mulo ha comenzado a apoderarse de los planetas a un ritmo creciente. La Fundación se da cuenta, demasiado tarde, de que el Mulo no está previsto en el Plan de Seldon, y que el Plan no puede haber predicho ninguna certeza de derrotarlo. Toran y Bayta Darell, acompañados por Ebling Mis, el mayor psicólogo de las Fundaciones, y un bufón de la corte llamado Magnifico, familiarizado con el Mulo, parten hacia Trántor para encontrar la Segunda Fundación, con la esperanza de poner fin al reinado del Mulo. Mis estudia frenéticamente en la Gran Biblioteca de Trántor para descifrar la ubicación de la Segunda Fundación, para poder visitarla y conseguir su ayuda. Mis tiene éxito y también deduce que el éxito del Mulo se debe a que es un mutante capaz de cambiar las emociones de los demás, un poder que utilizó para infundir miedo, primero en los habitantes de los planetas conquistados y luego para hacer que sus enemigos le fueran devotamente leales. Mis es asesinado por Bayta Darell antes de que pueda revelar la ubicación, ella se ha dado cuenta de que Magnifico es de hecho el Mulo y ha estado utilizando sus dones para impulsar a Mis hacia adelante en su investigación, para que él mismo pueda conocer la ubicación de la Segunda Fundación y subyugarla. Consternado por haber cometido un error que le permitió a Bayta ver a través de su disfraz, el Mulo deja Trántor para gobernar sus planetas conquistados mientras continúa su búsqueda.

### Segunda Fundación(1953)
A medida que el Mulo se acerca en su búsqueda de la misteriosa Segunda Fundación, ésta sale brevemente de su escondite para afrontar la amenaza directamente. La Segunda Fundación está formada por los descendientes de los psicohistoriadores de Seldon. Mientras que la primera Fundación ha desarrollado las ciencias físicas, la Segunda Fundación ha estado desarrollando las matemáticas de Seldon y el Plan Seldon, junto con su uso de habilidades telepáticas. La Segunda Fundación lanza una operación para engañar y eventualmente controlar mentalmente al Mulo, a quien se han aproximado para que gobierne pacíficamente su reino el resto de su vida, sin pensar más en conquistar la Segunda Fundación.
Sin embargo, como resultado, la primera Fundación aprendió algo de la Segunda Fundación más allá del simple hecho de que existe y tiene cierta comprensión de su función. Esto significa que ahora su comportamiento se regirá a la luz de ese conocimiento, y no se basará en el comportamiento humano natural desinformado, lo que significa que su comportamiento ya no será la respuesta natural requerida por las matemáticas del Plan Seldon. Esto coloca al Plan en sí mismo en gran riesgo. Además, la primera Fundación comienza a considerar con resentimiento a la otra como un rival, y un pequeño grupo comienza a desarrollar en secreto equipos para detectar y bloquear la influencia mental con el fin de detectar a los miembros de la Segunda Fundación. Después de muchos intentos de inferir el paradero de la Segunda Fundación a partir de las pocas pistas disponibles, la Fundación cree que la Segunda Fundación está ubicada en Términus (el «extremo opuesto de la galaxia» para una galaxia con forma circular). La Fundación descubre y mata a un grupo de cincuenta miembros de la Segunda Fundación, creyendo que ha destruido a la Segunda Fundación. Sin preocuparse ya por esa amenaza, su comportamiento como sociedad tenderá hacia lo anticipado por el Plan.
De hecho, el grupo de cincuenta eran voluntarios de Términus para ser capturados y dar la impresión de que componían la Segunda Fundación en su totalidad, para que el Plan Seldon pudiera continuar sin obstáculos. Sin embargo, finalmente se revela que la Segunda Fundación se encuentra en Trántor, antigua capital del Imperio Galáctico. La pista «at Star's End» («al final de la estrella») no era literal, sino que estaba basada en un viejo dicho, «Todos los caminos conducen a Trántor, y ahí es donde terminan todas las estrellas».

### Los límites de la Fundación(1982)
Creyendo que la Segunda Fundación todavía existe (a pesar de la creencia generalizada de que ha sido destruida), el joven político Golan Trevize es enviado al exilio por la actual alcaldesa de la Fundación, Harla Branno, para localizar a la Segunda Fundación; Trevize está acompañado por un erudito llamado Janov Pelorat. La razón de su creencia es que, a pesar del impacto imprevisible de la Mula, el Plan Seldon todavía parece estar avanzando de acuerdo con las declaraciones del holograma de Seldon, lo que sugiere que la Segunda Fundación todavía existe y está interviniendo en secreto para que los acontecimientos no se desvíen del Plan. Después de algunas conversaciones con Pelorat, Trevize llega a creer que un mítico planeta llamado Tierra puede tener el secreto de su ubicación. No existe tal planeta en ninguna base de datos, sin embargo, varios mitos y leyendas se refieren a él, y Trevize cree que el planeta se mantiene oculto deliberadamente. Sin saberlo Trevize y Pelorat, Branno está rastreando su nave para que, en caso de encontrar la Segunda Fundación, la primera Fundación pueda emprender acciones militares o de otro tipo.
Mientras tanto, Stor Gendibal, un miembro prominente de la Segunda Fundación, descubre a un simple local en Trántor a quien le han hecho una alteración muy sutil en su mente, mucho más delicada que cualquier cosa que la Segunda Fundación pueda hacer. Concluye que una gran fuerza de mentálicos debe estar activa en la Galaxia. Después de los eventos en Términus, Gendibal se esfuerza por seguir a Trevize, razonando que al hacerlo, puede descubrir quién ha alterado la mente del nativo de Trántor.
Usando los pocos fragmentos de información confiable dentro de los diversos mitos, Trevize y Pelorat descubren un planeta llamado Gaia que está habitado únicamente por mentálicos, hasta tal punto que todos los organismos y objetos inanimados del planeta comparten una conciencia común. Tanto Branno como Gendibal, que han seguido a Trevize por separado, también llegan a Gaia al mismo tiempo. Gaia revela que ha diseñado esta situación porque desea hacer lo mejor para la humanidad, pero no puede estar segura de qué es lo mejor. El propósito de Trevize, frente a los líderes tanto de la Primera y Segunda Fundación como de la propia Gaia, es confiar para tomar la mejor decisión entre las tres principales alternativas para el futuro de la raza humana: el camino de la Primera Fundación, basado en el dominio de la mundo físico y su organización política tradicional (es decir, Imperio); el camino de la Segunda Fundación, basado en mentálicos y el probable gobierno de una élite que usa el control mental; o el camino de Gaia de absorción de toda la Galaxia en una entidad viviente armoniosa y compartida de la que todos los seres, y la propia Galaxia, formarían parte.
Después de que Trevize toma su decisión sobre el camino de Gaia, el intelecto de Gaia ajusta las mentes de Branno y Gendibal para que cada uno crea que ha tenido éxito en una tarea importante. (Branno cree que ha negociado con éxito un tratado que vincula a Sayshell con la Fundación, y Gendibal, ahora líder de la Segunda Fundación, cree que la Segunda Fundación sale victoriosa y debería continuar con normalidad.) Trevize continúa en su búsqueda, pero no está seguro de por qué está «seguro» de que Gaia es la elección correcta para el futuro.

### Fundación y Tierra(1986)
Aún sin estar seguro de su decisión, Trevize continúa con la búsqueda de la Tierra junto con Pelorat y un local de Gaia, avanzado en mentalidad, conocido como Blissenobiarella (generalmente referido simplemente como Bliss). Finalmente, Trevize encuentra tres conjuntos de coordenadas que son muy antiguas. Ajustándolas por tiempo, se da cuenta de que la computadora de su nave no enumera ningún planeta en las proximidades de las coordenadas. Cuando visita físicamente las ubicaciones, redescubre los mundos espaciales olvidados de Aurora, Solaria y, finalmente, Melpomenia. Después de buscar y afrontar diferentes dilemas en cada planeta, Trevize aún no ha descubierto ninguna respuesta.
Aurora y Melpomenia están desiertas desde hace mucho tiempo, pero Solaria contiene una pequeña población que está extremadamente avanzada en el campo de los mentálicos. Cuando las vidas del grupo se ven amenazadas, Bliss usa sus habilidades (y el intelecto compartido de Gaia) para destruir al solariano que está a punto de matarlos. Esto deja solo a un niño pequeño que será ejecutado, lo que Bliss toma la decisión de quedarse con el niño mientras escapan rápidamente del planeta.
Finalmente, Trevize descubre la Tierra, pero, nuevamente, no hay respuestas satisfactorias para él (también está desierta desde hace mucho tiempo). Sin embargo, Trevize se da cuenta de que la respuesta puede no estar en la Tierra, sino en el satélite de la Tierra: la Luna. Al acercarse al planeta, son atraídos al interior del núcleo de la Luna, donde se encuentran con un robot llamado R. Daneel Olivaw.
Olivaw explica que ha sido fundamental para guiar la historia de la humanidad durante miles de años, habiendo proporcionado el ímpetu a Seldon para crear la psicohistoria y también la creación de Gaia, pero ahora está cerca del final de su capacidad para mantenerse a sí mismo y pronto dejará de funcionar. A pesar de haber reemplazado su cerebro positrónico (que contiene veinte mil años de recuerdos), morirá en breve. Explica que no se puede idear ningún otro cerebro robótico que reemplace al actual, o que le permita continuar ayudando en beneficio de la humanidad. Sin embargo, se puede ganar algo de tiempo adicional para asegurar el beneficio a largo plazo de la humanidad fusionando la mente de Olivaw con el intelecto orgánico de un humano, en este caso, el intelecto del niño que el grupo rescató en Solaria.
Una vez más, Trevize se encuentra en la disyuntiva de decidir si hacer que Olivaw se fusione con el intelecto superior del niño sería lo mejor para la galaxia. La decisión se deja ambigua (aunque probablemente es un «sí») ya que se da a entender que la fusión de las mentes puede beneficiar al niño, pero que puede tener intenciones siniestras.

## Desarrollo y temas
Las primeras historias se inspiraron en la Historia de la decadencia y caída del Imperio romano de Edward Gibbon. La trama de la serie se centra en el crecimiento y extensión de la Fundación, en un contexto de «declive y caída del Imperio Galáctico». Los temas de las historias de Asimov también fueron influenciados por la tendencia política de los fandom de la ciencia ficción, asociada con los Futurianos, conocida como Michelismo.
El foco de los libros son las tendencias a través de las cuales una civilización podría progresar, buscando específicamente analizar su progreso, utilizando la historia como precedente. Aunque muchas novelas de ciencia ficción como 1984 o Fahrenheit 451 hacen esto, su enfoque está en cómo las tendencias actuales en la sociedad pueden llegar a buen término y actúan como una alegoría moral del mundo moderno. La Serie de la Fundación, por otro lado, analiza las tendencias en un ámbito más amplio, y se ocupa de la evolución y adaptación de la sociedad en lugar de las cualidades humanas y culturales en un momento dado. En esto, Asimov siguió el modelo de la obra de Tucídides, Historia de la guerra del Peloponeso, como reconoció una vez.
Además, el concepto de psicohistoria, que da a los acontecimientos de la historia un sentido de fatalismo racional, deja poco espacio para la moralización. El propio Hari Seldon espera que su Plan «reduzca treinta mil años de los años oscuros y la barbarie a un solo milenio», un objetivo de excepcional gravedad moral. Sin embargo, los eventos dentro de él a menudo se tratan como inevitables y necesarios, en lugar de desviaciones del bien mayor. Por ejemplo, la Fundación se desliza gradualmente hacia la oligarquía y la dictadura antes de la aparición del conquistador galáctico, conocido como el Mulo, que pudo triunfar a través de la posibilidad aleatoria de una mutación telepática. Pero, en su mayor parte, el libro trata el propósito del Plan Seldon como incuestionable, y ese deslizamiento es necesario en él, en lugar de reflexionar sobre si el deslizamiento es, en general, positivo o negativo.
Los libros también luchan con la idea del individualismo. El Plan de Hari Seldon a menudo se trata como un mecanismo inevitable de la sociedad, una vasta mentalidad de rebaño sin sentido de billones de humanos en toda la galaxia. Muchos en la serie luchan contra él, solo para fallar. Sin embargo, el Plan en sí depende de la astucia de individuos como Salvor Hardin y Hober Mallow para tomar decisiones sabias que aprovechen las tendencias. Por otro lado, el Mulo, el único individuo con poderes mentales, derroca a la Fundación y casi destruye el Plan Seldon con sus habilidades especiales e imprevistas. Para reparar el daño que inflige el Mulo, la Segunda Fundación despliega un plan que se basa en reacciones individuales. La psicohistoria se basa en tendencias grupales y no puede predecir con suficiente precisión los efectos de individuos extraordinarios e imprevisibles y, como se presentó originalmente, el propósito de la Segunda Fundación era contrarrestar esta falla. Novelas posteriores identificarían las incertidumbres del Plan que permanecieron a la muerte de Seldon como la razón principal de la existencia de la Segunda Fundación, que (a diferencia de la Primera) había conservado la capacidad de investigar y desarrollar aún más la psicohistoria.
Asimov intentó terminar la serie con Segunda Fundación. Sin embargo, debido a los miles de años previstos hasta el surgimiento del próximo Imperio (del cual solo habían transcurrido unos pocos cientos), la serie carecía de una sensación de cierre. Durante décadas, los fanáticos lo presionaron para que escribiera una secuela. En 1982, después de una pausa de treinta años, Asimov se rindió y escribió lo que en ese momento era un cuarto volumen: Los límites de la Fundación. Éste fue seguido poco después por Fundación y Tierra. Esta novela, que tiene lugar unos quinientos años después de Seldon, ata todos los cabos sueltos y une todas sus novelas de las series de los robots, el Imperio Galáctico y la Fundación en una sola historia. También abre una nueva línea de pensamiento en las últimas doce páginas sobre Galaxia, una galaxia habitada por una sola mente colectiva. Este concepto nunca se exploró más a fondo. Según su viuda Janet Asimov (en su biografía de Isaac, It's Been a Good Life), no tenía idea de cómo continuar después de Fundación y Tierra, por lo que comenzó a escribir las precuelas.

## La imprecisa historia futura de Asimov

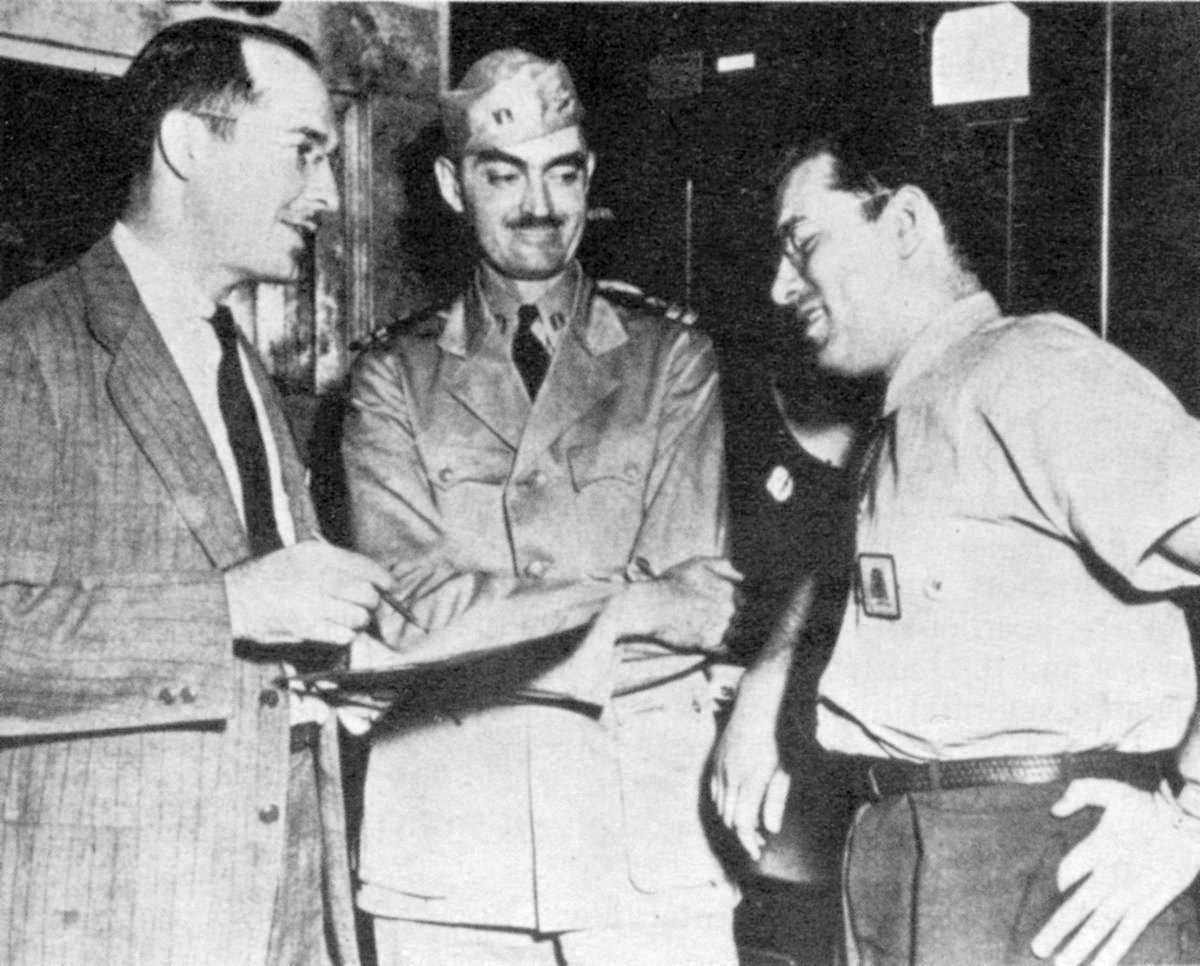
Asimov (derecha) se inspiró en los cuentos de Historias del futuro de Heinlein (izquierda), pero conscientemente escribió que el suyo «no era el trabajo hermoso que hizo Heinlein, sino que en realidad estaba hecho “ad hoc”».

En la primavera de 1955, Asimov publicó una historia futura de la humanidad en las páginas de la revista Thrilling Wonder Stories basada en sus procesos de pensamiento sobre el universo de la Fundación en ese momento de su vida. Según la publicación, «el esquema no se elaboró originalmente como un patrón consistente y solo incluye alrededor de una cuarta parte del total de sus escritos». Debido a esto, la datación en la Serie de la Fundación es aproximada e inconsistente.
Asimov estima que su Serie de la Fundación tiene lugar casi cincuenta mil años en el futuro, con Hari Seldon nacido en 47000 d. C. Alrededor de este tiempo, el futuro emperador Cleon I nace en la capital imperial, Trántor, setenta y ocho años antes de la Era de la Fundación (FE, Foundation Era) y los eventos de la Trilogía de la Fundación original. Después de que Cleon hereda la corona, el matemático Hari Seldon llega a Trántor desde Helicón para entregar su teoría de la psicohistoria que predice la caída del imperio, lo que desencadena los eventos de Preludio a la Fundación. Hacia la Fundación retoma la historia unos años más tarde, con el emperador asesinado y Seldon retirándose de la política.
Al comienzo de la Era de la Fundación, tienen lugar los eventos de la novela original Fundación (publicada por primera vez en Astounding Science Fiction como una serie de cuentos), que es donde realmente comienza esta Era. Según Asimov, tenía la intención de que esto ocurriera alrededor del año 47000 d. C., con el Imperio en decadencia mientras lucha contra la Fundación en ascenso, que emerge como el poder dominante unos siglos más tarde. Así comienzan los acontecimientos de Fundación e Imperio, que incluyen el imprevisto ascenso del Mulo, que derrota a la Fundación gracias a sus habilidades mutantes. Los eventos de la Segunda Fundación narran la búsqueda y derrota del Mulo por parte de la Segunda Fundación, y su conflicto con los restos de la Fundación original, evitando los años oscuros. Asimov estima que el Mulo asciende y cae en algún momento alrededor del 47300 d. C.
Los límites de la Fundación tiene lugar quinientos años después del establecimiento de la Fundación, fuera de la trilogía original de novelas. Fundación y Tierra continúa inmediatamente después, con la humanidad eligiendo y justificando un tercer camino distinto de las visiones opuestas de las dos Fundaciones. Según Asimov, el Segundo Imperio Galáctico se establece en 48000 d. C., mil años después de los eventos de la primera novela.
El propio Asimov comentó que la historia interna de su ficción fue: 

...en realidad inventada ad hoc. Mis referencias cruzadas entre las novelas se incluyen cuando se me ocurren y no provienen de una historia sistematizada. ...Si algún lector revisa mis historias cuidadosamente y descubre que mis citas son internamente inconsistentes, solo puedo decir que no estoy sorprendido.

## Impacto cultural

### Impacto en la no ficción
En Learned Optism, el psicólogo Martin Seligman identifica la Serie de la Fundación como una de las influencias más importantes en su vida profesional, debido a la posibilidad de una sociología predictiva basada en principios psicológicos. También reivindica la primera predicción exitosa de un evento histórico (sociológico) importante, en las elecciones estadounidenses de 1988, y lo atribuye específicamente a un principio psicológico.
En su libro de 1996 To Renew America, el presidente de la Cámara de Representantes de los Estados Unidos, Newt Gingrich, escribió que le influyó leer la Trilogía de la Fundación en la escuela secundaria.
Paul Krugman, ganador del Premio Nobel Conmemorativo de Economía en 2008, atribuye a la Serie de la Fundación haber centrado su atención en la economía, como la ciencia existente más cercana a la psicohistoria.
El empresario y emprendedor Elon Musk enumera esta serie entre las inspiraciones de su carrera. Cuando el Tesla Roadster de Elon Musk se lanzó al espacio en el vuelo inaugural del cohete Falcon Heavy en febrero de 2018, entre otros elementos llevaba una copia de la Serie de la Fundación almacenada en cristal de memoria Superman.
Al afirmar que «ofrece un resumen útil de algunas de las dinámicas de la lejana Roma imperial», Carl Sagan en 1978 enumeró la Serie de la Fundación como un ejemplo de cómo la ciencia ficción «puede transmitir fragmentos, sugerencias y frases de conocimientos desconocidos o inaccesibles para el lector». En la serie de PBS de no ficción Cosmos: Un viaje personal, Sagan se refirió a una Enciclopedia Galáctica en los episodios «Enciclopedia galáctica» y «¿Quién habla en nombre de la Tierra?».

### Premios
En 1966, la Trilogía de la Fundación venció a otras series de ciencia ficción y fantasía al recibir un premio Hugo especial a la mejor serie de todos los tiempos. Los finalistas del premio fueron la Serie marciana de Edgar Rice Burroughs, la serie Historia del futuro de Robert A. Heinlein, la serie Lensman de E. E. Smith y El Señor de los Anillos de J. R. R. Tolkien. La Serie de la Fundación fue la única serie galardonada hasta el establecimiento de la categoría «mejor serie» en 2017. El propio Asimov escribió que asumió que el premio único se había creado para honrar a El Señor de los Anillos, y se sorprendió cuando ganó su trabajo.
La serie ha ganado otros tres premios Hugo. Los límites de la Fundación ganó el premio a la mejor novela en 1983 y fue éxito de ventas durante casi un año. Los premios Hugo retrospectivos se otorgaron en 1996 y 2018, respectivamente, por «The Mule» (la mayor parte de Fundación e Imperio) a la mejor novela (1946) y «Foundation» (la primera historia escrita para la serie y el segundo capítulo de la primera novela) al mejor relato corto (1943).

### Impacto en la ficción y el entretenimiento
Las parodias de ciencia ficción, como La guía del autoestopista galáctico de Douglas Adams y Bill, el héroe galáctico de Harry Harrison, a menudo muestran claras influencias de la Fundación. Por ejemplo, «La Guía» de la primera es una parodia de la Enciclopedia Galáctica, y la serie en realidad menciona la enciclopedia por su nombre, señalando que es bastante «seca» y, en consecuencia, vende menos copias que la guía; la última también presenta el planeta imperial ultraurbanizado Helior, a menudo parodiando la logística que requeriría una ciudad-planeta de este tipo, pero que la novela de Asimov minimiza al describir a Trántor.[cita requerida]
El cuento «Marius» de 1957 que puso en marcha la historia futura temprana de Poul Anderson, la Liga Psicotécnica, muestra claramente la influencia de la Fundación de Asimov, aunque se trasladó del futuro lejano de un Imperio Galáctico en colapso a un futuro cercano de una Tierra de finales del siglo XX. luchando por recuperarse de la devastación de una Tercera Guerra Mundial nuclear. En esta situación, el profesor finlandés Valti inicia la ciencia de la psicodinámica, que permite predecir matemáticamente el futuro, y el Instituto Psicotécnico hace uso de las fórmulas de Valti para «orientar» y manipular sutilmente al gobierno mundial emergente. La similitud con Seldon y la Fundación es obvia, y Anderson tampoco trató de ocultarlo.
Frank Herbert también escribió Dune como contrapunto a Fundación. Tim O'Reilly en su monografía sobre Herbert escribió que:

Dune es claramente un comentario sobre la Trilogía de la Fundación. Herbert ha echado un vistazo a la misma situación imaginativa que provocó el clásico de Asimov —la decadencia de un imperio galáctico— y lo ha reformulado de una manera que se basa en diferentes supuestos y sugiere conclusiones radicalmente diferentes. El giro que ha introducido en Dune es que el Mulo, no la Fundación, es su héroe.

En 1995, Donald Kingsbury escribió «Historical Crisis», que luego expandió en una novela, Crisis psicohistórica. Tiene lugar unos dos mil años después de Fundación, después de la fundación del Segundo Imperio Galáctico. Está ambientada en el mismo universo ficticio que la Serie de la Fundación, con bastante detalle, pero con prácticamente todos los nombres específicos de Fundación, ya sea cambiados (por ejemplo, Kalgan se convierte en Lakgan) o evitados (la psicohistoria es creada por un Fundador sin nombre, pero a menudo referenciado). La novela explora las ideas de la psicohistoria en una serie de nuevas direcciones, inspirada en desarrollos más recientes en matemáticas y en ciencias de la información, así como en nuevas ideas de la ciencia ficción misma.
En 1998, la novela Spectre (parte de la serie Shatnerverso) de William Shatner y Judith y Garfield Reeves-Stevens afirma que el camino divergente del Universo Espejo ha sido estudiado por el Instituto de Psicohistoria Seldon.
El holofonador parecido a un oboe en la serie de televisión animada Futurama de Matt Groening se basa directamente en el «Visi-Sonor» que Magnifico interpreta en Fundación e Imperio. El «Visi-Sonor» también aparece en un episodio de Special Unid 2, donde el personaje de televisión de un niño toca un instrumento que induce el control mental sobre los niños.[cita requerida]
Durante el cruce de Marvel Comics Civil War de 2006-2007, en Fantastic Four #542, Sr. Fantástico reveló su propio intento de desarrollar la psicohistoria, diciendo que se inspiró tras leer la Serie de la Fundación.
Según el cantante principal Ian Gillan, la canción de la banda de rock duro Deep Purple The Mule se basa en el personaje de la Fundación: «Sí, The Mule se inspiró en Asimov. Ha pasado un tiempo, pero estoy seguro de que has hecho la conexión correcta... Asimov fue lectura obligatoria en los años 60».

### Adaptaciones

#### Radio
Una adaptación de radio de ocho partes, The Foundation Trilogy, de la trilogía original, con diseño de sonido de BBC Radiophonic Workshop, fue transmitida en BBC Radio 4 en 1973, una de las primeras series de radiodrama de la BBC que se hizo en estéreo. Una reposición en BBC 7 comenzó en julio de 2003.
Adaptada por Patrick Tull (episodios 1 a 4) y Mike Stott (episodios 5 a 8), la dramatización fue dirigida por David Cain y protagonizada por William Eedle como Hari Seldon, con Geoffrey Beevers como Gaal Dornick, Lee Montague como Salvor Hardin, Julian Glover como Hober Mallow, Dinsdale Landen como Bel Riose, Maurice Denham como Ebling Mis y Prunella Scales como Lady Callia.

#### Cine
Para 1998, New Line Cinema había gastado 1.5 millones de dólares desarrollando una versión cinematográfica de la Trilogía de la Fundación. El fracaso en el desarrollo de una nueva franquicia fue una de las razones por las que el estudio firmó para producir la trilogía cinematográfica de El Señor de los Anillos.
El 29 de julio de 2008, los cofundadores de New Line Cinema, Bob Shaye y Michael Lynne, informaron que habían firmado para producir una adaptación de la trilogía con su compañía Unique Pictures para Warner Brothers. Sin embargo, Columbia Pictures (Sony) pujó con éxito por los derechos en la pantalla el 15 de enero de 2009 y luego contrató a Roland Emmerich para dirigir y producir. Michael Wimer fue nombrado coproductor. Dos años después, el estudio contrató a Dante Harper para adaptar los libros. Este proyecto no se materializó y HBO adquirió los derechos cuando estuvieron disponibles en 2014.

#### Televisión
- Fundación (2021), serie creada por David S. Goyer y Josh Friedman
En noviembre de 2014, TheWrap informó que Jonathan Nolan estaba escribiendo y produciendo una serie de televisión basada en la Trilogía de la Fundación para HBO.[31] Nolan confirmó su participación en un evento en Paley Center el 13 de abril de 2015.[32]
En junio de 2017, Deadline informó que Skydance Media produciría una serie de televisión.[33] En agosto de 2018 se anunció que Apple TV+ había hecho un pedido directo de 10 episodios de la serie.[34] Sin embargo, el 18 de abril de 2019, Josh Friedman dejó el proyecto como coguionista y coautor-productor. Esto aparentemente fue planeado, con Friedman o el guionista David Goyer saliendo y el otro quedándose.[35] El 22 de junio de 2020, el CEO de Apple, Tim Cook, anunció que la serie se lanzaría en 2021.[36] El 13 de marzo de 2020, Apple suspendió todas las filmaciones activas en sus programas debido al brote de COVID-19;[37] el rodaje se reanudó el 6 de octubre de 2020.[38]
La serie está filmada en Troy Studios, Limerick, Irlanda, y se esperaba que el presupuesto fuera de aproximadamente 50 millones de dólares.[39] Los dos primeros episodios se estrenaron el 24 de septiembre de 2021.[40] Metacritic le dio a la primera temporada una puntuación media ponderada de 63 sobre 100 basada en 22 reseñas, lo que indica «reseñas generalmente favorables».[41]